# Manitoba (Bolivia)
Manitoba es una localidad de Bolivia, ubicada en el municipio de Pailón de la provincia Chiquitos en el departamento de Santa Cruz.

## Ubicación
Manitoba es un asentamiento rural disperso en el municipio de Pailón en la provincia de Chiquitos, en el centro del departamento de Santa Cruz. El asentamiento se extiende a una altitud de unos 272 m s. n. m. en la zona de agricultura intensiva que cubre un área de 201 kilómetros cuadrados y está habitada por 323 familias. Consiste en la fusión de varias comunidades menonitas que se sustentan con la agricultura y la ganadería.

## Geografía
Manitoba se encuentra en la región de Chiquitania entre las llanuras aluviales del río Piraí y el río Grande al oeste y los llanos de Chiquitos al este. El clima es semihúmedo, las temperaturas fluctúan poco durante el transcurso del día y durante el transcurso del año.
La temperatura media anual es de 24 a 25 °C, con temperaturas medias mensuales entre poco menos de 27 °C en diciembre y enero y por debajo de los 21 °C en junio y julio. La precipitación anual ronda los 950 mm, la estación seca de julio a septiembre se compensa con una estación lluviosa pronunciada de noviembre a febrero, en la que los valores mensuales alcanzan hasta los 140 mm.

## Transporte
Manitoba está a 163 km por carretera al este de la ciudad de Santa Cruz de la Sierra, la capital del departamento.
Desde Santa Cruz, la ruta nacional pavimentada Ruta 4 / Ruta 9 se dirige hacia el este por Cotoca hasta Puerto Pailas, cruza el Río Grande y se bifurca 14 kilómetros después en Pailón . Desde aquí, la Ruta 4 recorre 587 kilómetros a través de Cañada Larga, Tres Cruces y Pozo del Tigre hasta Puerto Suárez en la frontera con Brasil, mientras que la Ruta 9 recorre 1.175 kilómetros al norte hasta Guayaramerín.
Cuatro kilómetros al este de Pozo del Tigre, un camino de tierra se bifurca al norte de la Ruta 4 y después de otros 21 kilómetros llega al centro del asentamiento disperso de Manitoba.

## Demografía
El número de habitantes de la región había crecido fuertemente, especialmente durante la fase de desarrollo debido a la inmigración menonita en las décadas de 1960 a 1980, mientras que el número de habitantes fluctúa mucho de una década a otra:
| Año  | Habitantes | Fuente |
| ---- | ---------- | ------ |
| 2001 | 2222       | censo  |
| 2012 | 1472       | censo  |
| 2015 | 2109       | contar |